# Гія Гецадзе
Гія Гецадзе (груз. გია გეწაძე; нар. 21 грудня 1968, Самтредія, Грузія) — грузинський та український політичний діяч, юрист, заступник Міністра юстиції України (4 лютого 2015 — лютий 2018).

## Життєпис
Один із засновників Асоціації молодих юристів Грузії. З 1995 по 2000 працював у різних державних установах, брав участь у розробці закону про Конституційний суд Грузії. Після революції троянд 2003 року, був призначений першим заступником Міністра юстиції Грузії. В 2003—2005 займав різні політичні посади в державних органах. 2004—2005 працював губернатором регіону Імереті. В 2005 році залишив державну службу та створив юридичне бюро ТОВ «Гецадзе і Патеішвілі». З липня 2014 року був обраний деканом юридичного факультету в Державного університеті Іллі. Є незалежним членом Державної конституційної комісії Грузії. З лютого 2015 призначений заступником Міністра юстиції України з питань боротьби з корупцією; координує та контролює діяльність відділу взаємодії з міжнародними та громадськими організаціями, кадрової комісії Міністерства юстиції України, комітету реформ.
Однією з фундаментальних реформ Міністерства юстиції 2015 році є децентралізація і демонополізація сервісів у сфері реєстрації бізнесу і нерухомості. Функції реєстраторів передані органам місцевого самоврядування і нотаріусам, що значно скорочує корупційні ризики і покращує якість сервісів.
Для додаткового захисту інтересів громадян і бізнесу в Міністерстві юстиції була створена Комісія з питань розгляду скарг у сфері державної реєстрації, роботу якої очолює і координує заступник Міністра юстиції Павло Мороз.
У лютому 2018 року залишив посаду заступника Міністра юстиції України.
2022 року після повномасштабного вторгнення РФ до України Гецадзе з партнерами Віктором Плескуном та Дар'єю Гаврилицею заснував юридичну компанію Rasons Legal.
Вона, зокрема, реалізує освітні проєкти у співпраці з університетами та надає безкоштовні послуги благодійним некомерційним організаціям, як Пацієнти України.

## Освіта
- 1995 — закінчив факультет міжнародного права та міжнародних відносин Тбіліського державного університету, спеціальність — міжнародне право.
- 1995 — закінчив факультет гуманітарних досліджень Тбіліського державного університету, спеціальність — журналістика.
- 1999 — закінчив аспірантуру Тбіліського державного університету.

## Кар'єра
- 1994—1995 — стажер юридичного департаменту Міністерства закордонних справ Грузії.
- 1995—1996 — помічник професора Грайфсвальдського університету (Німеччина).
- 1996—1997 — старший помічник голови Конституційного суду Грузії.
- 1997—1999 — радник з юридичних питань Ради національної безпеки Грузії.
- 2000—2001 — старший юрисконсульт, AMEX International Co; проекту Верховенство права USAID.
- 2001—2003 — старший юрисконсульт, директор IRIS Грузія; проекту Верховенство права USAID[10].
- 2003—2004 — перший заступник Міністра юстиції Грузії.
- 2004 — секретар Вищої ради юстиції Грузії.
- 2004—2005 — заступник Міністра внутрішніх справ Грузії.
- 2005—2006 — Губернатор регіону Імереті.
- З 2006 р. — партнер Адвокатського бюро «Партнер».
- 2006—2015 — партнер юридичного бюро ТОВ «Гецадзе і Патеішвілі».
- 2013—2015 — член Державної конституційної комісії Грузії.
- 2014—2015 — декан юридичного факультету, професор Державного університету Іллі (Грузія).
- 4 лютого 2015[11] — лютий 2018[12] — заступник Міністра юстиції України.